# Мафтуха
Мафтуха́ (или Мавтуха) — встречающееся в Татарстане и Башкортостане женское имя арабского происхождения, означающее: «открытая, с открытым лицом».

## Другие значения
- Название буквы в арабском языке «та мафтуха» — «та открытая».